# ZIS-127
Der ZIS-127, (russisch ЗИС-127), in den letzten Produktionsjahren im Zuge der Entstalinisierung auch als ZIL-127 bezeichnet, war ein Fernbus des sowjetischen Herstellers Sawod imeni Stalina, kurz ZIS. Es handelte sich um eine Neukonstruktion nach optischem Vorbild amerikanischer Busse des Herstellers GM der damaligen Zeit. Es war der erste Fernbus aus sowjetischer Produktion.

## Beschreibung
Das Fahrzeug zeichnete sich insbesondere durch Luxus für Fahrgäste und Fahrer aus. So wurden erstmals in Bussen aus sowjetischen Fabrikat Polstersitze mit einer höheren Rückenlehne als gewöhnlich verwendet, um längere Fahrten bequem zu gestalten. Außerdem gehörte ein Radio zur Ausstattung.
Das Fahrzeug wurde auf einem Fahrgestell aufgebaut, welches komplett aus Aluminium gefertigt wurde. Damit sollte Gewicht eingespart werden. Mit dem verhältnismäßig kräftigen Dieselmotor konnte eine Spitzengeschwindigkeit von bis zu 120 km/h erreicht werden. Das war fast doppelt so schnell wie andere Busse aus dieser Epoche, zum Beispiel der ZIS-155. Aus diesem Grund wurden die Fahrzeuge mit dem Spitznamen „Jet“ versehen. Dazu trug auch das ungewöhnliche Auspuffgeräusch bei, welches entfernt an ein startendes Flugzeug erinnert. Charakteristisch ist zusätzlich der mittig oben angebrachte dritte Scheinwerfer.
Nach einer relativ kurzen Produktionszeit von lediglich vier Jahren und nur 851 gebauten Exemplaren wurde die Produktion eingestellt.

## Technische Daten
- Sitzplätze: 32
- Baujahre: 1956–1960
- Stückzahl: 851

Antriebsdaten

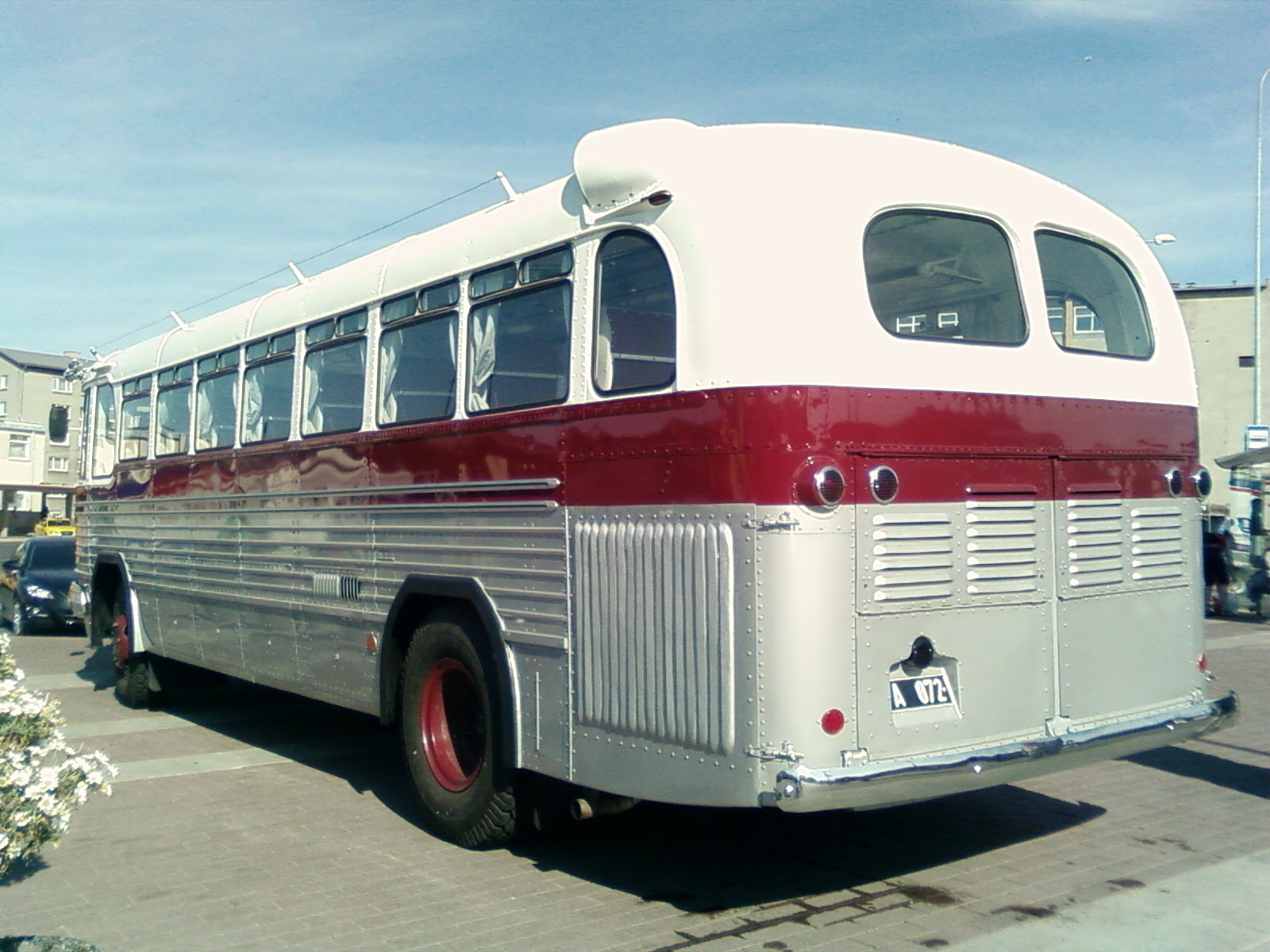
Linke Seiten- und Heckansicht des Fahrzeugs

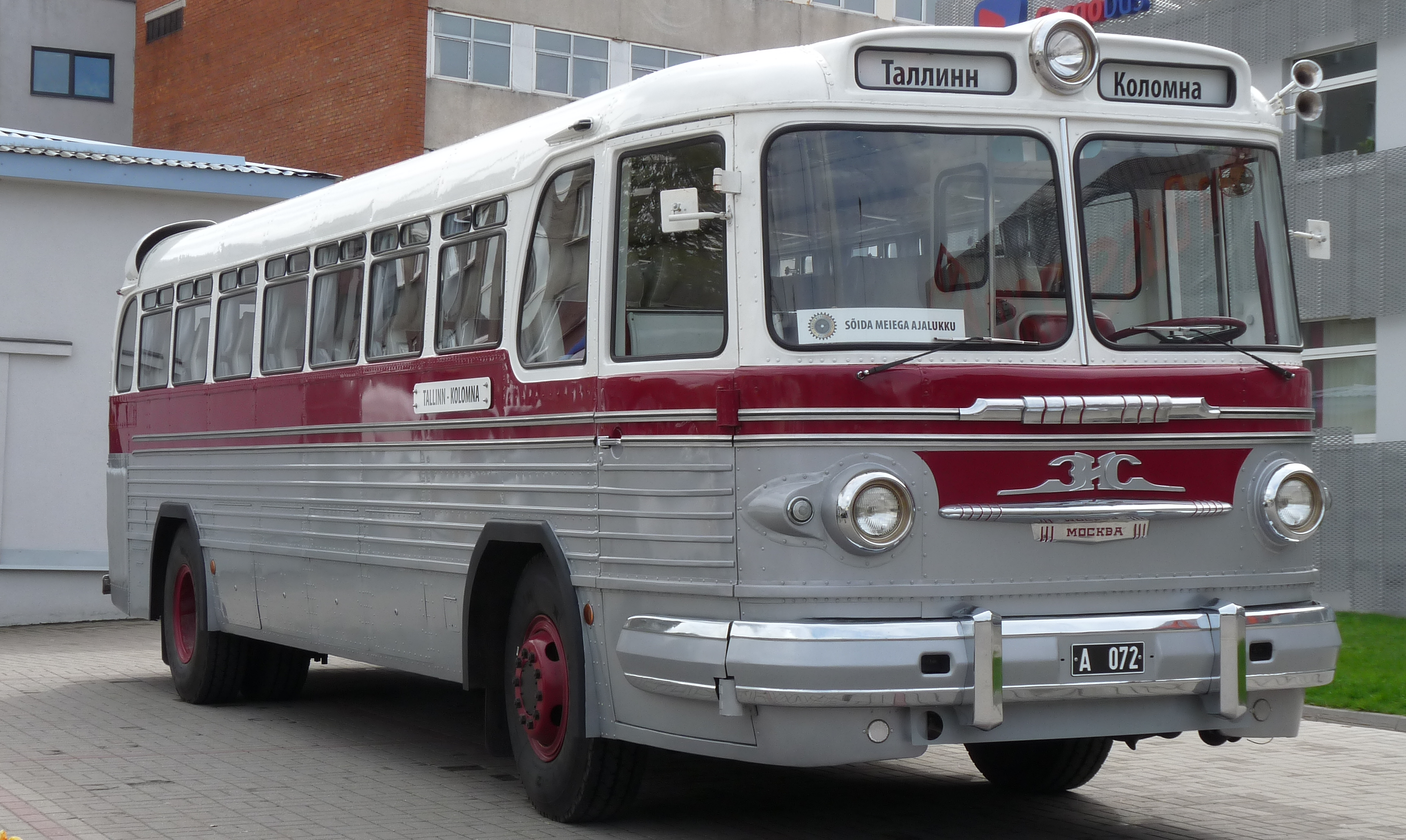
Frontansicht des Fahrzeugs, aufgenommen 2014 in Tallinn

- Motor: Sechszylinder Zweitakt-Dieselmotor, Typ JaAZ-M206D
- Leistung: 132 kW (180 PS)
- Hubraum: 6,97 l
- Kompression: 17:1
- Getriebe: 4-Gang-Schaltgetriebe
- Höchstgeschwindigkeit: 120 km/h
- dauerhafte Reisegeschwindigkeit: 95 km/h
- Treibstoffverbrauch: 42 l/100 km
- Treibstoffvorrat: 250 l
- Antriebsformel: (4×2)

Abmessungen und Gewichte
- Länge: 10.200 mm
- Breite: 2680 mm
- Höhe: 3060 mm
- Bodenfreiheit: 270 mm
- Leergewicht: ca. 7 Tonnen

## Verbleib
Das einzige bekannte erhaltene Exemplar befindet sich in der Hand von Liebhabern in Estland. Es wurde 2010 aufwändig restauriert und ist fahrbereit. Es handelt sich um das Fahrzeug, welches auch auf den Bildern auf dieser Seite abgebildet ist. Da es 1965 nach über einer Million gefahrenen Kilometern im öffentlichen Fernverkehr an eine Landwirtschaftsgenossenschaft verkauft wurde, blieb es erhalten und wurde nicht, wie die meisten Busse der Baureihe, verschrottet.